# انتخابات الرئاسة القبرصية 2013
انتخابات الرئاسة القبرصية 2013 هي الانتخابات الرئاسية التي جرت في 17 فبراير 2013، في قبرص، لانتخاب قائمة رؤساء قبرص، فاز بالانتخابات نيكوس أناستاسيادس.